# Valvaster striatus
Valvaster
Genre
Espèce
Synonymes
- Asteracanthion striatus (Lamarck, 1816)[1]
- Asterias striata Lamarck, 1816[1]
- Valvaster spinifera H.L. Clark, 1921[1]

Valvaster striatus, unique représentant du genre Valvaster, est une espèce d'étoiles de mer de la famille des Asteropseidae.

## Description et caractéristiques
C'est une petite étoile à cinq branches triangulaires, discrète et bien camouflée. Son coloris est chamarré de brun, de rouge, de vert ou de gris avec des stries concentriques, et imite le couvert algal. Elle est caractérisés par les gros pédicellaires bivalves disposés le long de sa périphérie.

## Habitat et répartition
On trouve cette étoile dans l'Indo-Pacifique tropical, entre la surface et 25 m de profondeur.

## Écologie et biologie
C'est une espèce très rare, et sur laquelle les scientifiques ne savent que très peu de choses.